# Jonathan Forsgren
Jonathan Forsgren (ur. 12 czerwca 1973 w Karlstadzie) – szwedzki żużlowiec.
Srebrny medalista młodzieżowych indywidualnych mistrzostw Szwecji (Nyköping 1993). Srebrny medalista drużynowych mistrzostw Szwecji (1994).
Reprezentant Szwecji na arenie międzynarodowej. Uczestnik półfinału indywidualnych mistrzostw świata juniorów (Pocking 1994 – X miejsce). Wielokrotny uczestnik eliminacji indywidualnych mistrzostw świata (najlepszy wynik: Mariestad 1997 – VIII miejsce w finale szwedzkim).
W lidze szwedzkiej reprezentował barwy klubów: Karlstad (1991–1992, 1996–1998, 2001–2002), Valsarna Hagfors (1993–1994) oraz Kaparna Göteborg (1995), natomiast w brytyjskiej – Cradley Heath Heathnes (1994–1995).